# 청심국제고등학교
청심국제중고등학교(淸心國際中高等學校, Cheongshim International Academy)는 경기도 가평군 설악면에 위치한 국제중학교 및 국내 유일의 사립 국제고등학교이다. 국제반이 있는 고등학교 중 하나이며, Round Square Conference의 Global member이기도 하다. 학교 재단은 선학학원 산하의 청심학원으로, 경복초등학교, 선화예술중학교, 선화예술고등학교와 같은 재단 소속이다.
2006년, 영국의 이튼 칼리지와 해로우 스쿨을 모델로 개교하였다. 한국어 약칭은 청심, 청심국제중고, 청심중고등이며 영어 약칭은 CSIA이다. 중학교 3개 학년과 고등학교 3개 학년을 합쳐 총 6개 학년이 있고, 학년당 4학급씩 24개 학급으로 운영된다. 고등학교 국제반의 경우 AP 과정을 적용하고 있으며, 학년당 정원은 100명 내외이므로 전교생은 600여명 정도다. 전교생 모두가 기숙사 생활을 하며, 대부분 2인 1실[4] 을 사용한다. 
건학 이념은 애천, 애인, 애국이며, 모토는 'Altruistic mind, Creative knowledge, Global leadership[5]이다. 이에 따라 국제 교육과 미국식 교육을 실시하고 있다.

## 학교 연혁
- 2003년 6월 : 청심중고등학교 설립계획 승인
- 2004년 11월 : 청심중고등학교 교사 기공식
- 2005년 9월 : 교명변경(청심국제중고등학교)
- 2005년 9월 : 청심국제중고등학교 설립인가
- 2006년 3월 : 제1회 입학식(중학교 99명, 고등학교 100명)
- 2006년 3월 : 초대 이종효 교장 부임
- 2009년 2월 : 제1회 졸업식
- 2019년 2월 : 제11회 졸업식
- 2019년 3월 : 제14회 입학식
- 2019년 9월 : 제4대 조형우 교장 부임
- 2023년 3월 : 제5대 전성은 교장 부임

2006년 1기 학생이 입학했다.

## 학교 상징

### 교포

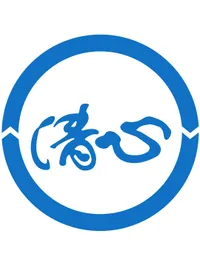
▲ 청심국제중고등학교 교표

맑을 淸, 마음 心

### 교가
Sky Blue Dream
1절
Let us give ear, my friend
to this still voice of heaven, now
Giving light to this dark world,
this is our sky blue dream!
Let us give heart and feel
the passion that silent out cry
This wasted world, we are going
to make it more beautiful!
Far beyond the hills,
here comes the rising sun,
Our hearts as one,
we’re standing here with
arms spread openwide.
Right here, we hold the world,
CheongShim!
With that new mind
of our sky blue dreams In this place
Overflowing
We shall fulfill now
Overcoming
all the walls dividing in our minds,
we fulfill, now.
We shall be the ones, CheongShim!
2절
Whatever the day may bring
no matter what problems you may have
I shall be the first to stand
and reach out this small hands to you.
This story of yours and mine
most valuable tale in all the world
together, you and I let’s share it
fully this new dream.
Hand in hand we go
out to the wide wide world
Like a blazing
brilliance true my dream a light fulfilled
We hold tomorrow here,
CheongShim!
With that new mind
of our sky blue dreams In this place
Overflowing
We shall fulfill now
Overcoming
all the walls dividing in our minds,
we fulfill, now.
We shall be the ones, CheongShim!

We shall be the ones, CheongShim.
분명 청심국제중고등학교에서의 "청심"은 전혀 "파랗다"라는 의미를 한자상 내포하고 있지 않음에도 노래에는 아이러니하게도 "여기에서의 우리의 파란 꿈" 등과 같은 문구가 나온다.
교가는 가사가 영어로 되어 있고, 노래 또한 평범한 팝송 풍이라 상당히 괜찮다는 평을 받고 있다. 기숙사에서는 등교시간 약 3분 전부터[9] 이 노래를 방송을 통해서 틀어준다. 학교 행사를 할 때마다 오케스트라에서 교가를 연주하기도 한다. 너무 많이 들어 지겨워지더라도, 졸업식 마지막 식순으로 부를 때는 졸업생들이 서로 껴안고 울며 마지막 교가를 부르는 모습을 볼 수 있다.
교가의 작곡은 밴드부 창립 멤버였던 배지환 교사가 맡았으며, 작사는 한현수 당시 청심그룹 기획조정실장이 한국어로 만들고 Carlton Johnson 원어민 교사가 영어로 번역한 것을 쓰고 있다. 한현수 실장이 처음 작사한 한국어 가사는 여기에서 볼 수 있다. 교가가 영어라서 어떤 느낌인지 잘 감이 잡히지 않는다면 참고하자. 한글 가사의 내용을 미루어 봤을 때, 원어민 교사가 굉장한 초월번역을 한 것을 알 수 있다.
여담으로 만약 교가가 시작할 때 기상했다면 초고속으로 등교 준비를 해야 지각을 면할 수 있다. 보통 씻는 것, 가방 챙기는 것 등 중 최소한 하나 이상은 포기해야 한다. 만약 1절이 끝날 때 일어났다면 지각은 거의 확정이다. 약 1분밖에 시간이 남지 않아 4층이나 3층에서 생활하는 학생은 바로 달려야 겨우 늦지 않게 나갈 수 있기 때문이다. 동복을 입는 겨울이나 봄의 경우 입어야 하는 옷이 많아 시간 안에 나가기 힘들 수 있지만, 하복을 입는다면 대충 챙겨입고 방 정리를 포기하면 어떻게든 지각 하지 않고 나갈 수 있다.

### 교화
철쭉

### 교목
소나무

## 계열
청심에는 총 2개의 계열이 있으며, 학생들은 고등학교 입학 시 자신이 진학할 계열을 정하게 된다. 2021년 기준 국제 1계열은 국내반, 국제 2계열은 국제반이며, 계열에 따라 교과 수업이나 진학 상담 등도 다르게 이루어진다.
다른 국제반이 있는 고등학교의 경우, 국내반은 해외 대학에 지원할 수 없으며, 국제반은 국내 대학에 지원할 수 없다는 협정이 있지만, 청심은 존재하지 않는다. 그렇게 때문에 국제반에서 연세대학교 UIC나 고려대학교 국제대학에 지원하는 경우도 많이 있다.
도중에 계열을 변경할 수도 있으며, 보통 한 학기가 끝나고 나서 다음 학기 수강신청을 할 때 가능하다. 하지만 계열을 바꾸게 되면 공부 방법, 준비 방법 등이 많이 달라져서 힘들기 때문에 추천하지는 않는다.(욕도 많이 먹는다.)
국제 1계열(국내반)
국내 대학 입시를 준비하는 학생들이 속한 계열이다. 국제 1계열 안에서 또 이과와 문과로 나누어지기도 한다. 

국제 1계열의 경우, 국제고 커리큘럼과 이과 커리큘럼으로 수업이 진행된다. 내신이나 대학수학능력시험을 준비하며, 국내반 학생 중 한 번 시험을 망친 경우 국제반으로 옮기는 경우도 종종 있다. 미국 대학교들은 내신 등급이 아닌 평점(GPA)만 보며, (케임브리지 대학교와 세인트 앤드루스 대학교를 제외한) 영국 대학교들은 그조차도 보지 않기 때문이다.

## 참고 자료
- 청심국제고등학교 - 한국교육학술정보원 학교알리미